# Dastaan (1950)
Dastaan (übersetzt: Geschichte) ist ein Hindi-Film von Abdul Rashid Kardar aus dem Jahr 1950. Das Filmdrama wird in einer Rückblende aus der Sicht der sexuell unterdrückten Rani erzählt und beginnt mit deren Tod nach 25 Jahren Isolation.

## Handlung
Indira ist ein Waisenkind und wird von einem allein erziehenden Vater in sein Haus aufgenommen. Dessen junge Söhne Raj und Kundan freunden sich auch schnell mit Indira an. Nur die älteste Tochter Rani kann das kleine Mädchen nicht leiden. Wenig später stirbt der Vater und die Kinder werden von Rani großgezogen.
Die Jahre vergehen und aus Indira ist eine schöne Frau geworden, die gleich drei Verehrer hat: Raj, Kundan und Ramesh. Da Rani nicht möchte, dass Indira zum Familienmitglied wird, möchte sie Indira mit Ramesh verkuppeln. Deshalb arrangiert Rani ein Treffen mit Rameshs Mutter, um über die Hochzeitspläne zu sprechen. Doch Indira weigert sich Ramesh zu heiraten.
Derweil gesteht Raj seiner Schwester seine Liebe zu Indira. Rani kann dies nicht zulassen und macht ihm klar, dass Indira Ramesh heiraten wird, aber auch gleichzeitig eine Affäre mit Kundan hat, was jedoch gelogen ist. Vor Wut ohrfeigt er Indira und läuft anschließend Kundan hinterher. Unterwegs verunfallt er und kommt in ein Krankenhaus. Dort sprechen sich die Brüder aus und die ganze Wahrheit kommt ans Licht. Nach der Entlassung entschuldigt sich Raj bei Indira, die krank ist und anschließend in seinen Armen stirbt.

## Musik
| Liedtitel             | Sänger                 |
| --------------------- | ---------------------- |
| Aya Mere Dil Main Tu  | Suraiya                |
| Tara Ram Pam          | Mohammed Rafi, Suraiya |
| Yeh Mausam            | Suraiya                |
| Ai Shama Bata         | Suraiya                |
| Dil Ko Hai Dil Ko     | Mohammed Rafi, Suraiya |
| Naino Mein Preet Hain | Suraiya                |
| Dhadak Dhadak Dil     | Suraiya                |
| Muhabbat Badha Kar    | Suraiya                |
| Naam Tera Hai         | Suraiya                |

Die Liedtexte zur Musik von Naushad schrieb Shakeel Badayuni. Die Schauspielerin Suraiya sang alle neun Lieder des Films, einschließlich des beliebten Duetts mit Mohammed Rafi Tara ri yara ri (sic!). Sie sang ihre Lieder stets selbst, was in den frühen Zeiten des Hindi-Films durchaus üblich war – heute mimen die Darsteller hauptsächlich zum Playback anderer Sänger.